# نبرد کواجالین

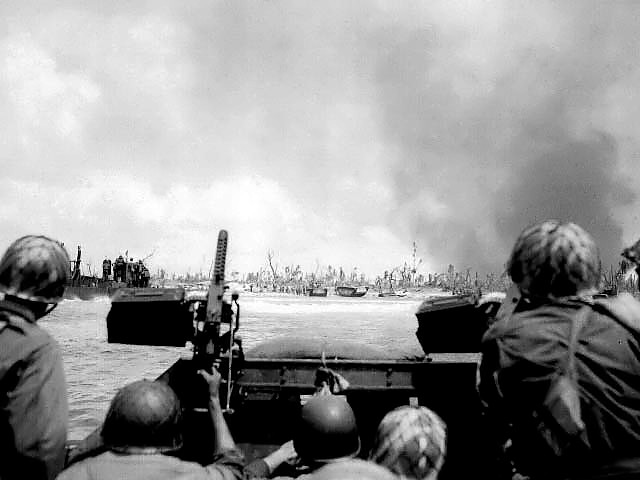
پیاده‌شدن نیروهای متفقین در کواجالین

نبرد کواجالین (به انگلیسی: Battle of Kwajalein) نام نبردی در جنگ اقیانوس آرام در جنگ جهانی دوم بود که در کواجالین در جزایر مارشال رخ‌داد و از ۳۱ ژانویه تا ۳ فوریهٔ ۱۹۴۴ میلادی به درازا کشید. در این جنگ نیروهای ایالات متحده آمریکا به مواضع امپراتوری ژاپن تاختند. نبرد کواجالین با پیروزی آمریکایی‌ها به پایان رسید.
این نبرد جز اهمیت استراتژیک، دارای اهمیت روانی بود، زیرا این نخستین باری بود که آمریکایی‌ها در نقطه‌ای در درون دایرهٔ تسلط ژاپنی‌ها در اقیانوس آرام به مواضع آنان حمله آورده‌بودند. این نبرد به ژاپنی‌ها نیز ناتوانی‌شان را در دفاع در خط کرانه‌ای را نشان داد، آنان در آینده به دفاع ژرف پرداختند و این پیروزی‌های آیندهٔ متفقین را برایشان پرتلفات ساخت.